# Turner (Montana)
Turner ist ein Census-designated place sowie eine gemeindefreie Ortschaft im Blaine County des US-Bundesstaates Montana.

## Geschichte
Der Name Turner stammt von einem der ersten Einwohnern des Gebietes um Turner, dem Ehepaar Turner. Sie eröffneten ein Haushaltswarengeschäft für die Bewohner in den umliegenden Gebieten. Der Erfolg des Geschäftes zog mehr Menschen nach Turner. 1928 wurde das Dorf wegen des Eisenbahnbaus verlegt.

## Geographie
Turner liegt im Nordosten Montanas an der Route 241, etwa zwanzig Kilometer südlich der Grenze zwischen den Vereinigten Staaten und Kanada.
Die Siedlung hat einen eigenen kleinen Flugplatz, der sich direkt nördlich der Häuser befindet.